# Pomniki w Brzozowie

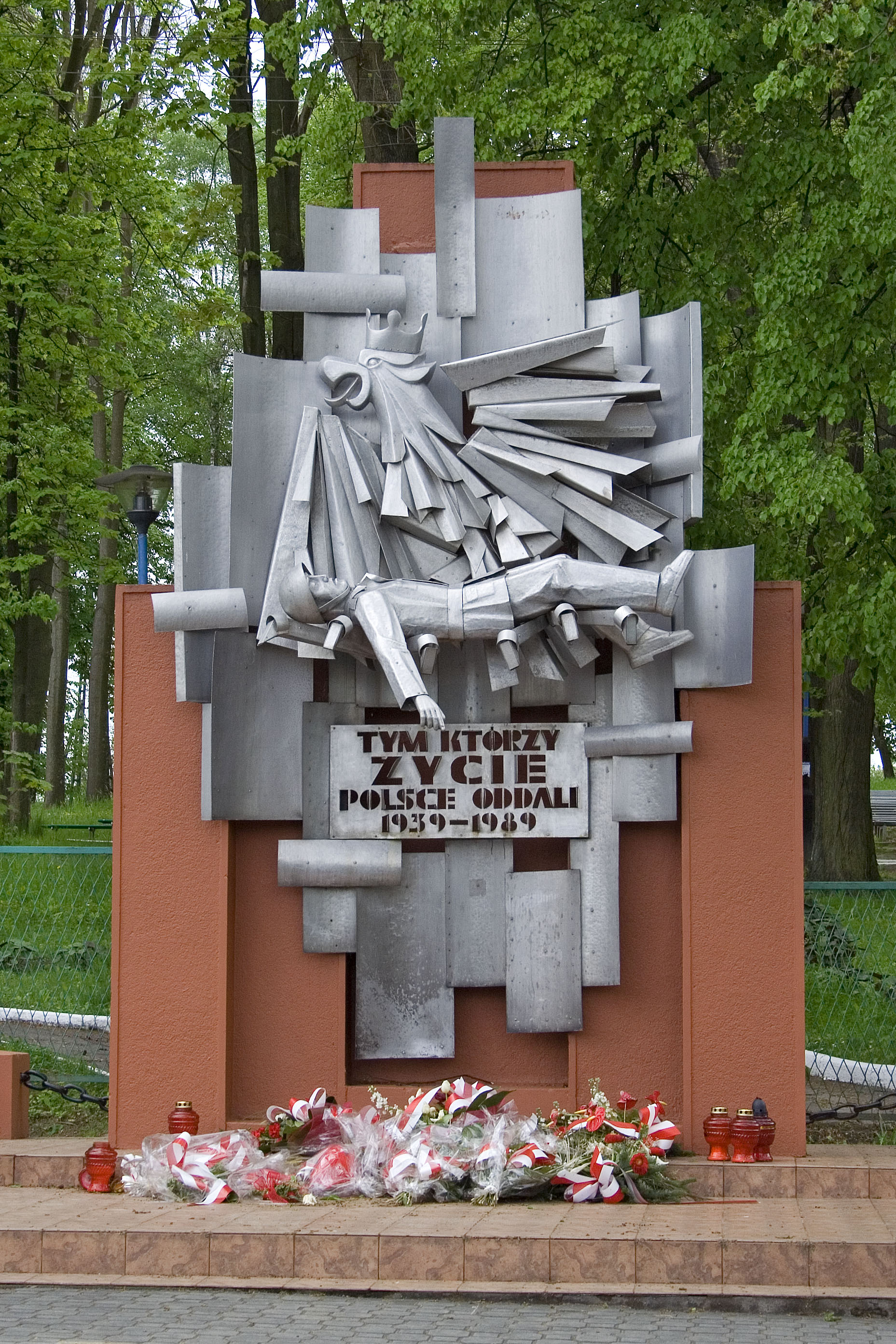
Pomnik Pamięci Narodu, Tym, którzy życie Polsce oddali 1939–1989

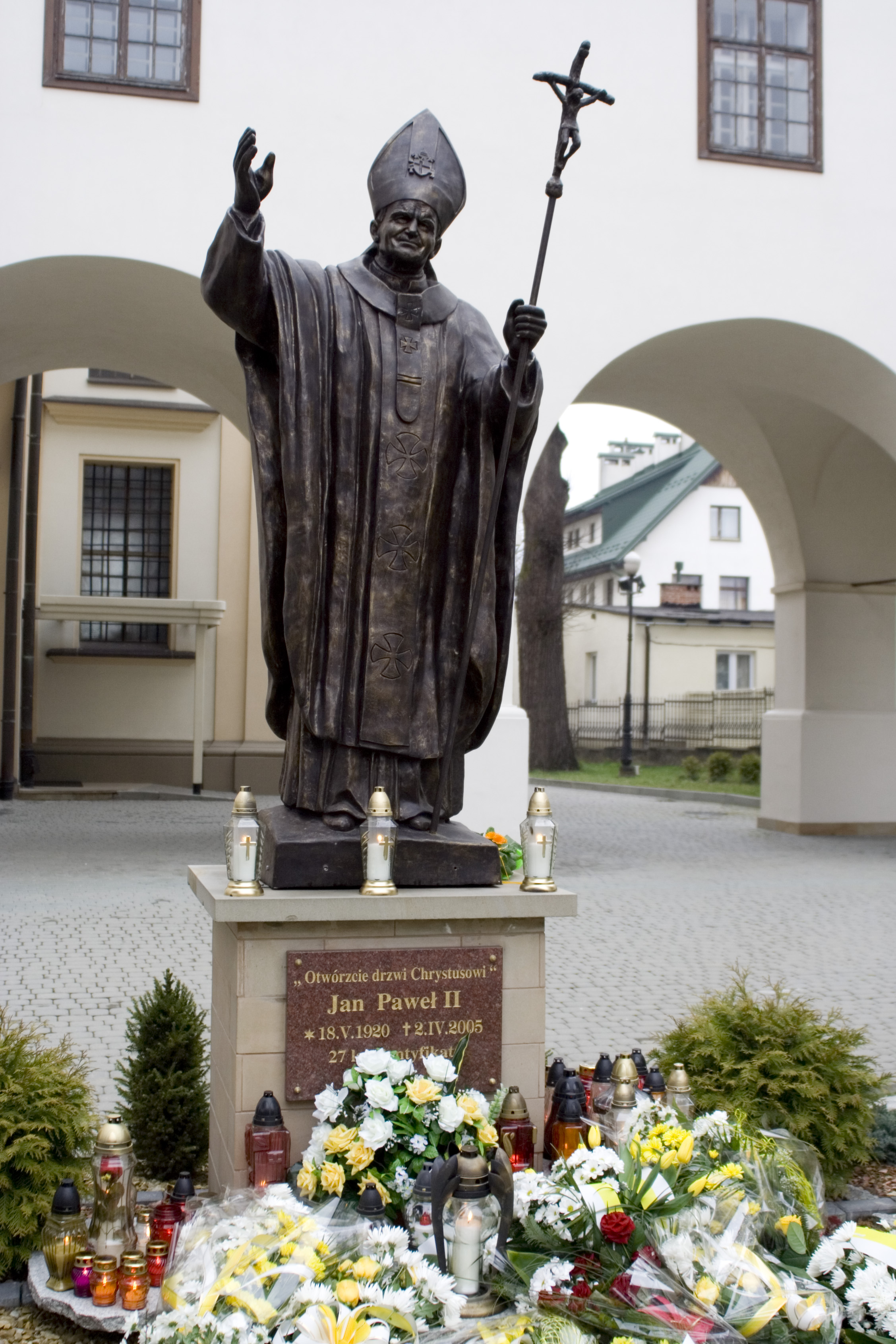
Otwórzcie drzwi Chrystusowi – 27 lat pontyfikatu Jana Pawła II

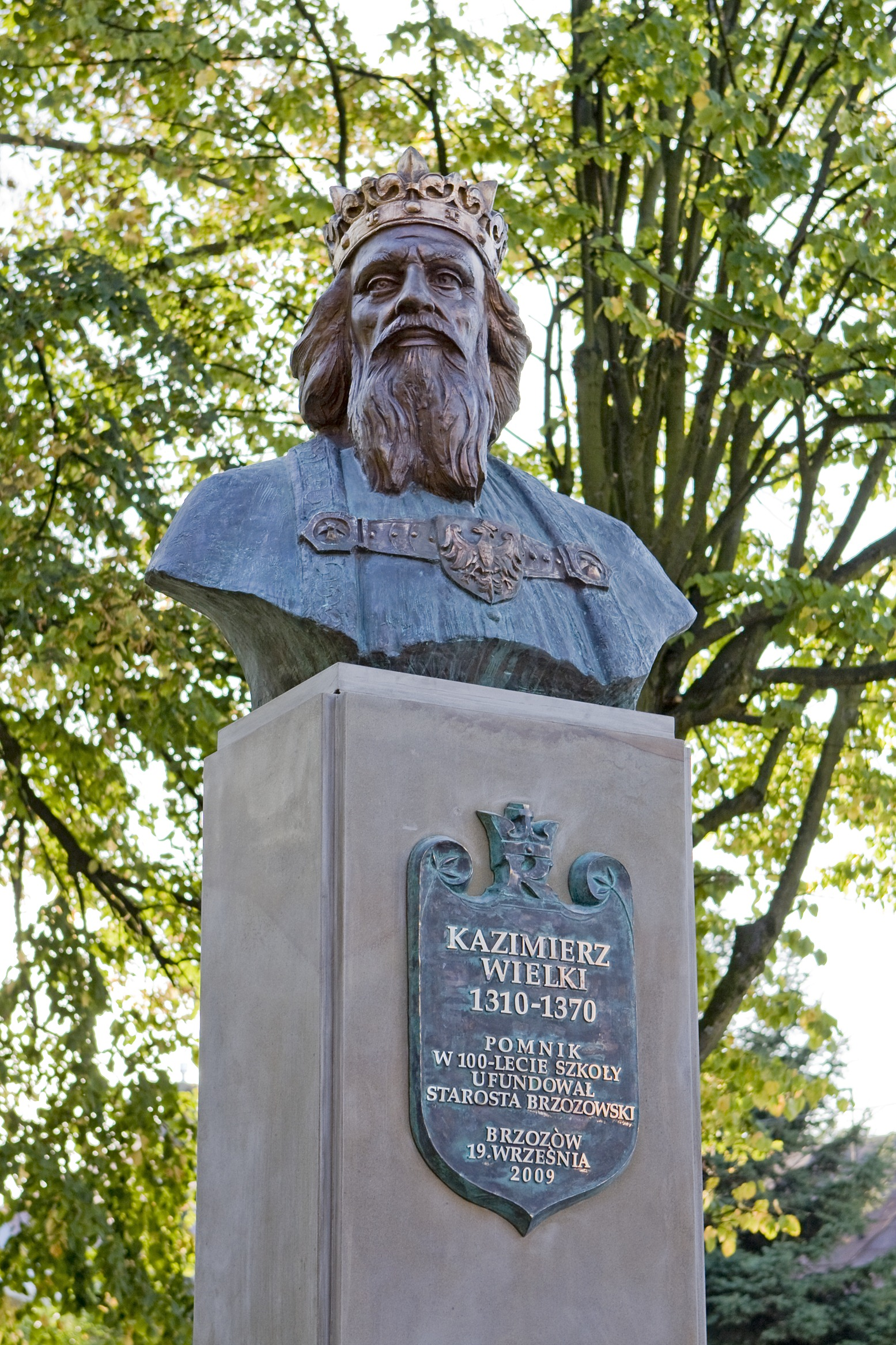
Pomnik króla Kazimierza Wielkiego

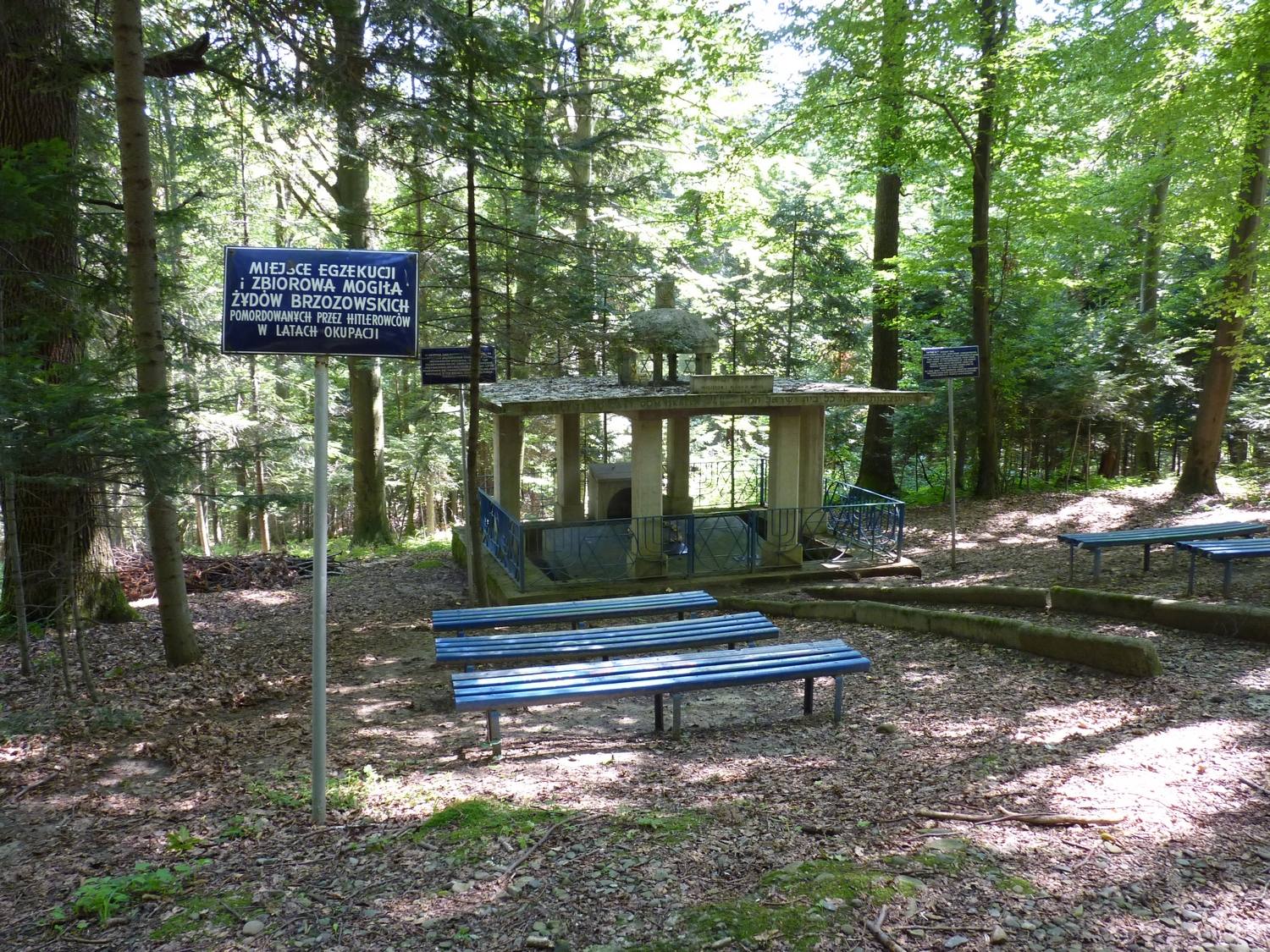
Mauzoleum pomordowanych żydów (Brzozów-Zdrój)

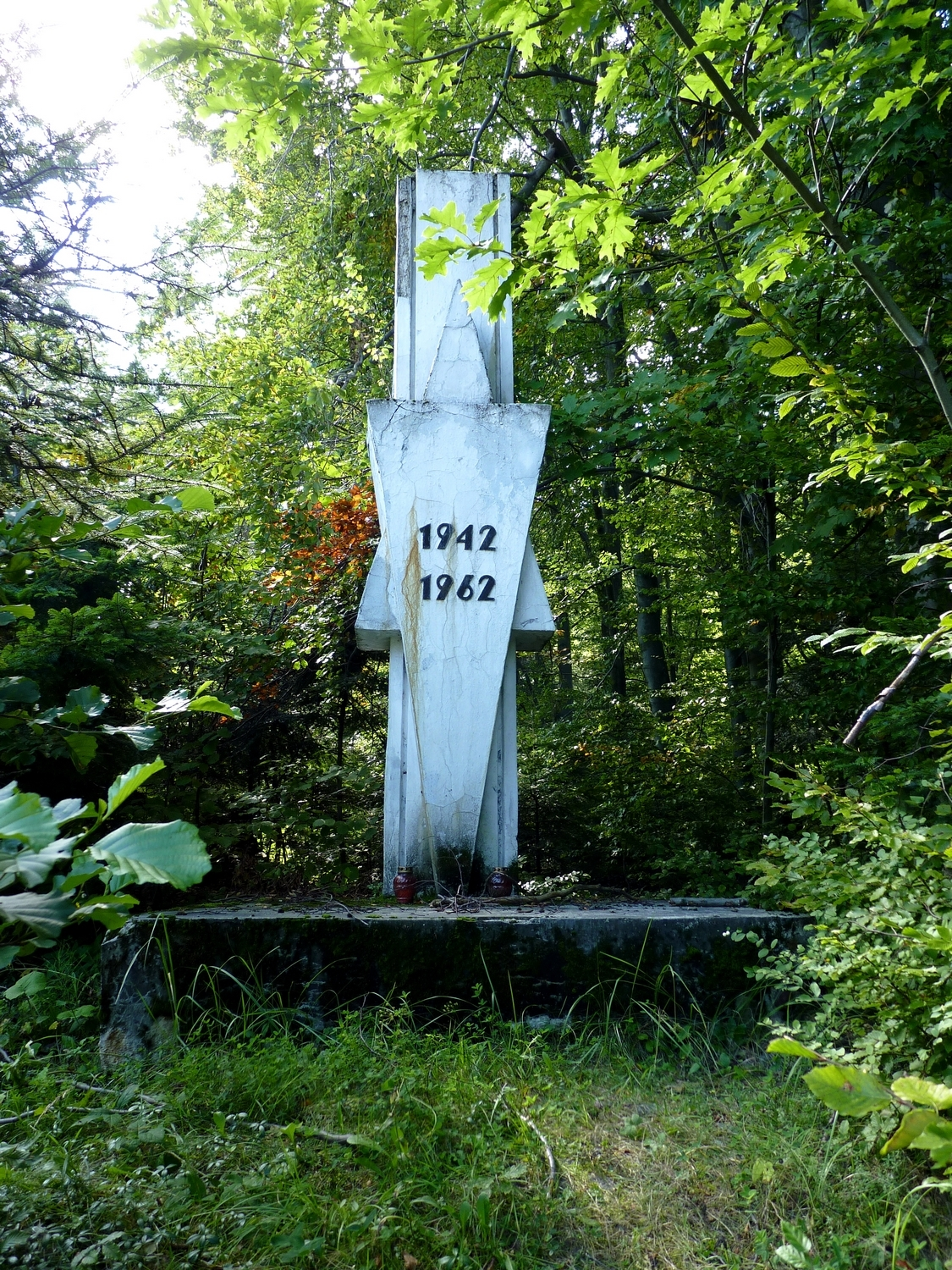
Obelisk ku czci pomordowanych brzozowskich żydów

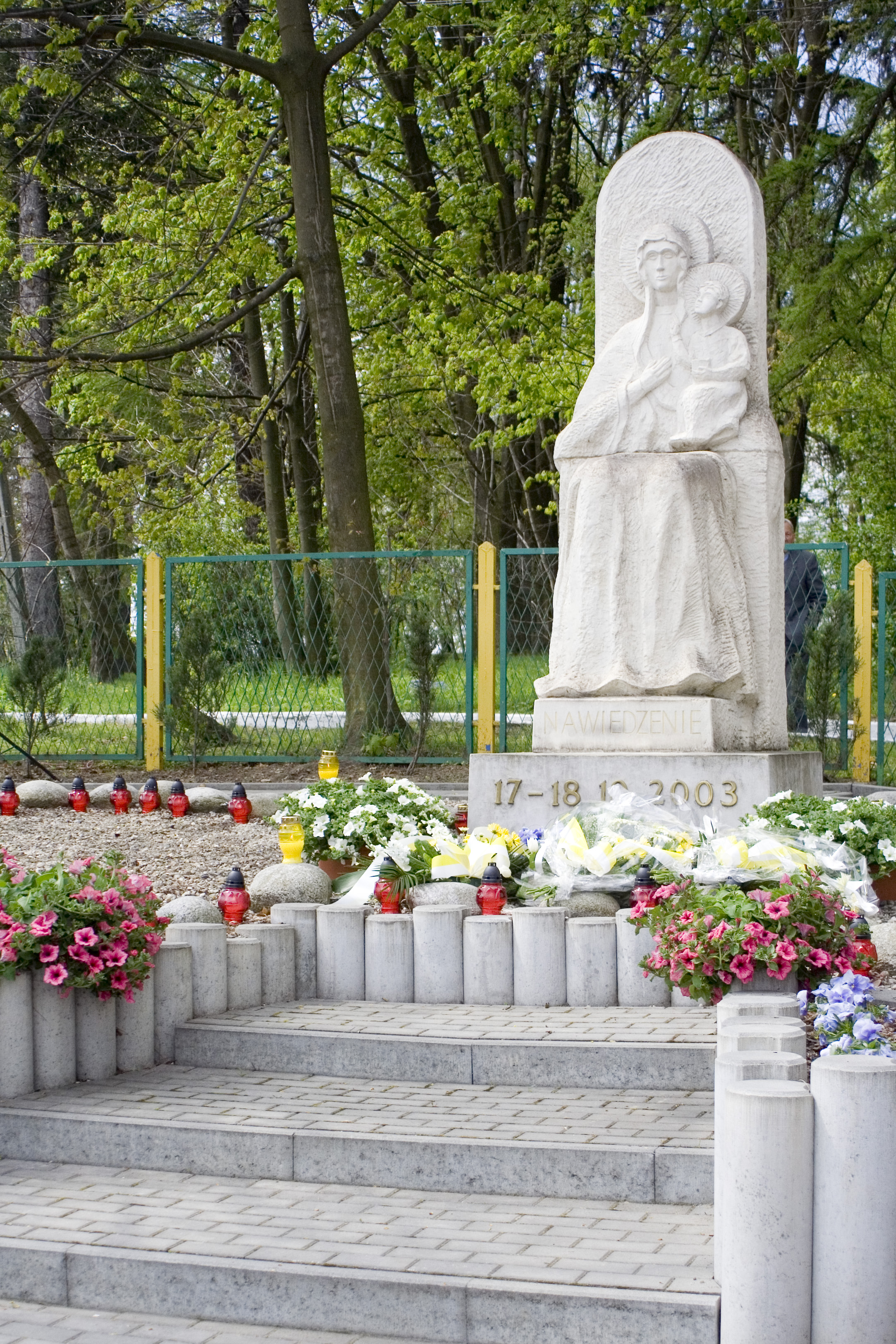
Pomnik upamiętniający pobyt kopii obrazu Matki Boskiej Częstochowskiej w Brzozowie

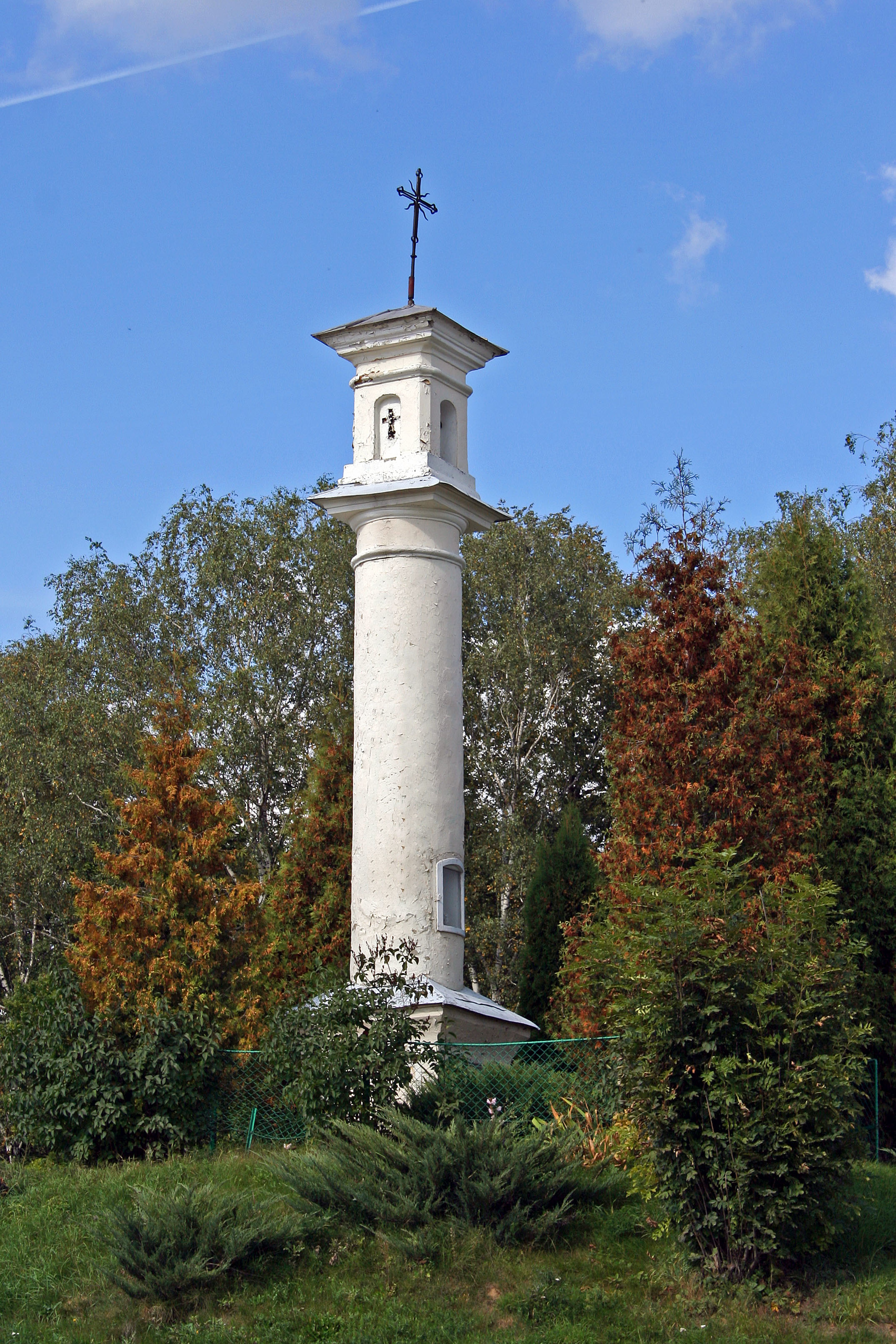
Obelisk na mogile konfederatów barskich

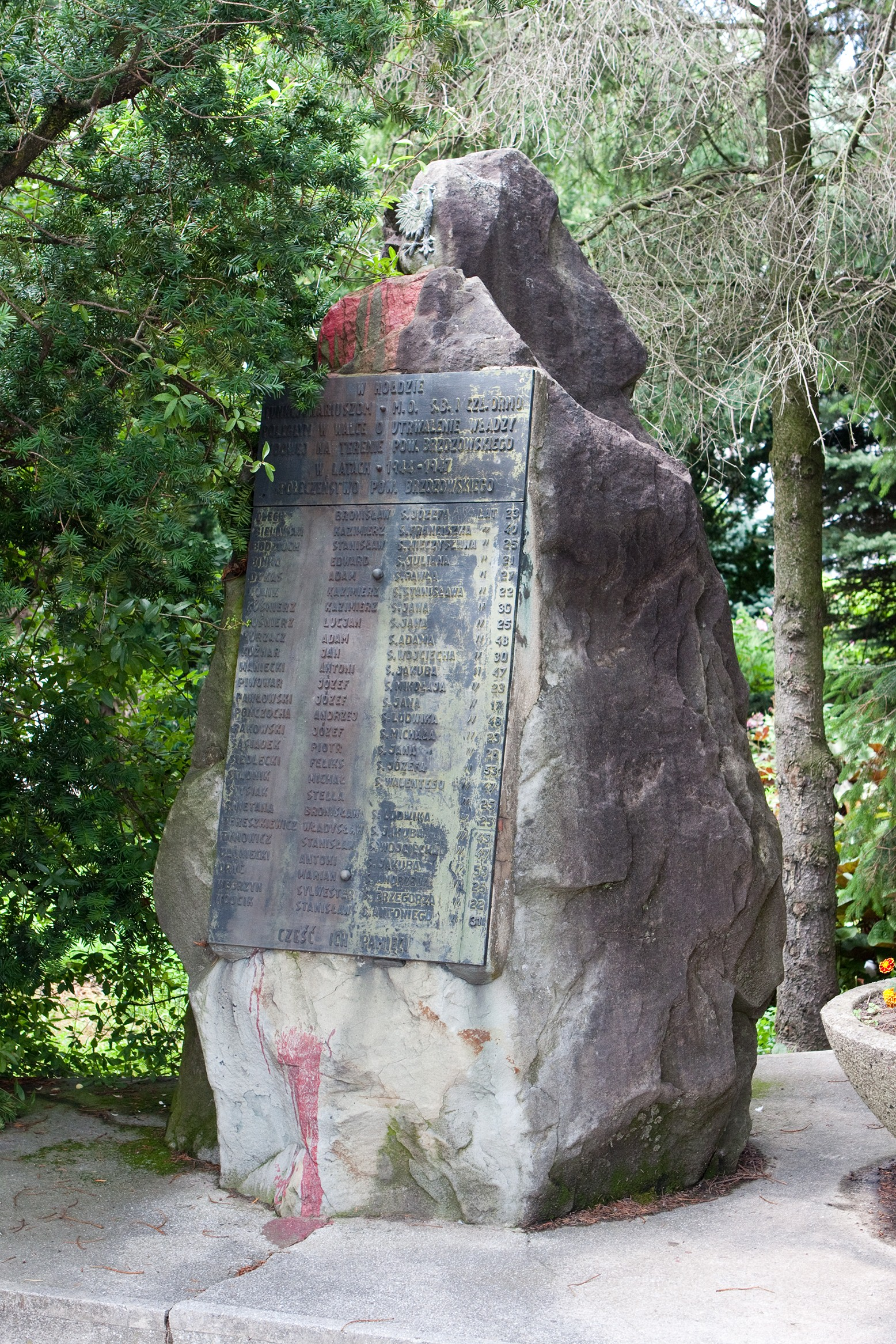
Głaz ku czci funkcjonariuszy MO, SB i członków ORMO

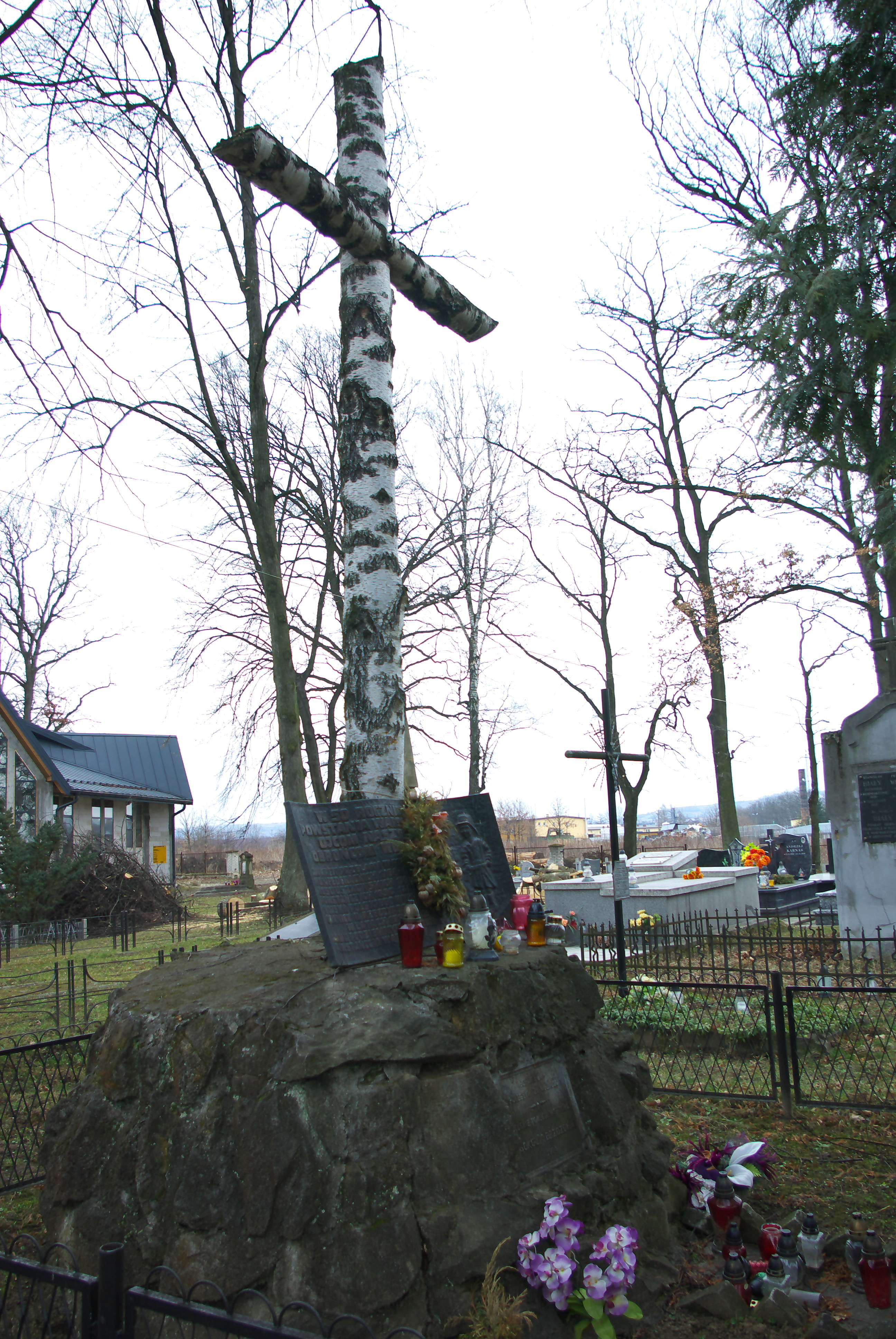
Pomnik Powstańców na Cmentarzu w Brzozowie

Pomniki w Brzozowie – miejsca pamięci, dzieła rzeźbiarskie, które zostały wzniesione w Brzozowie ku czci osoby lub dla upamiętnienia wydarzenia związanego zarówno z historią miasta, jak i państwa polskiego.

## Pomniki

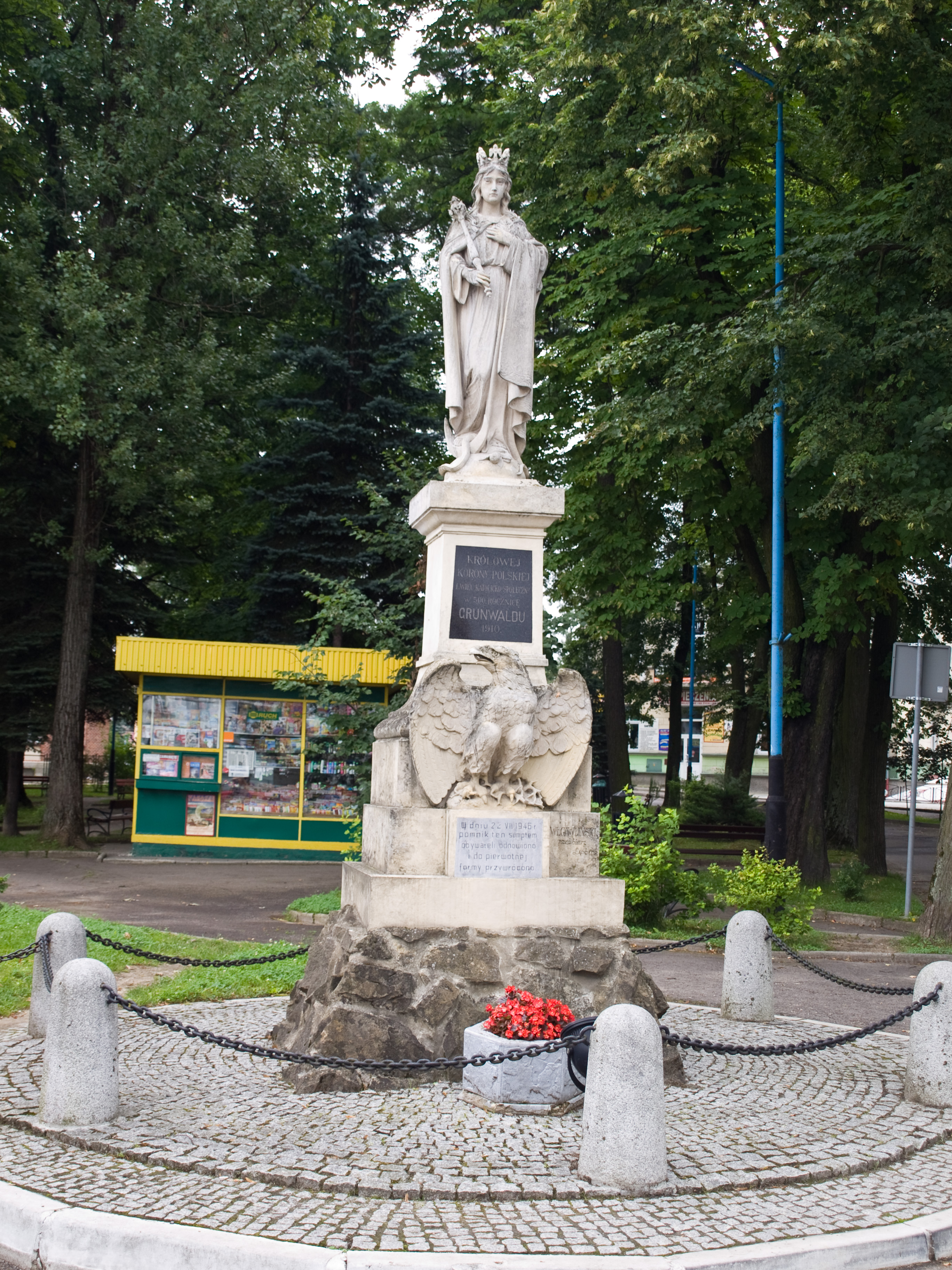
Pomnik 500-lecia bitwy pod Grunwaldem
Pomnik upamiętniający 500-lecie bitwy pod Grunwaldem został postawiony z inicjatywy senatora Stanisława Białego. Znajduje się obok obecnego dworca PKS, na Placu Grunwaldzkim. W czasie jego poświęcenia 27 czerwca 1910 roku inspektor szkół ludowych Józef Lorenz wygłosił referat Oświata naszego ludu. Pomnik wpisano do rejestru zabytków pod numerem B-34/2001.
Pomnik został zaprojektowany przez lwowskiego rzeźbiarza Władysława Gawlińskiego i wykonany w kamieniu. Na kamiennej podstawie pomnika znajduje się prostopadłościan, na którym ustawiono figurę królowej Jadwigi. Na nim umieszczono tablicę z napisem: Królowej Korony Polskiej. W 500 rocznicę Grunwaldu 1910. W przedniej części podstawy znajduje się rzeźba orła i tablica z inskrypcją: W dniu 22 VII 1946 r. pomnik ten sumptem obywateli odnowiono i do pierwotnej formy przywrócono.
Pomnik Poległych Ochotników Wojennych
W 1938 podjęto decyzję o ustanowieniu w parku miejskim w Brzozowie pomnika dla poległych Ochotników wojennych, pochodzących z terenu miasta Brzozowa i powiatu brzozowskiego.
Kamień pamiątkowy 1359-1959
Znajduje się na rynku w Brzozowie przy budynku starego ratusza.
Pomnik Pamięci Narodu Tym, którzy życie Polsce oddali 1939–1989
Pomnik Pamięci Narodu, poświęcony Tym, którzy życie Polsce oddali, to dawny pomnik wzniesiony na cześć Armii Czerwonej. Zbudowany według projektu Władysława Niemca, został odsłonięty 22 lipca 1950 roku dla upamiętnienia wyzwolenia Brzozowa spod okupacji niemieckiej 3 sierpnia 1944 roku. Na pomniku wmurowany był emblemat gwiazdy oraz tablica pamiątkowa z napisem: Wieczna cześć i chwała bohaterom Armii Czerwonej, poległym w walkach o wolność wszystkich ludów. W 1966 roku z okazji 1000-lecia Państwa Polskiego została na nim umieszczona druga tablica z napisem: 966–1966 – Cześć pamięci poległych w walce o Polskę Ludową, Brzozów 16.04.1966. Tablica ta stanowiła pokrywę wnęki, w której została umieszczona urna z ziemią z pól bitewnych i miejsc straceń. W 1974 roku z inicjatywy Powiatowej Komisji Ochrony Pomników Walki i Męczeństwa w Brzozowie pomnik został wyremontowany.
W 1990 roku powstał Tymczasowy Komitet Budowy Pomnika Pamięci Narodu przy Zarządzie Oddziału Światowego Związku Żołnierzy AK w Brzozowie, mający na celu dokonanie przekształcenia pomnika Armii Czerwonej w pomnik poświęcony Tym, którzy życie Polsce oddali. O jego działalności informowały wydawane regularnie Cegiełkogazetki. 11 listopada 1992 roku pomnik został zmieniony na Tym, którzy życie Polsce oddali 1939–1989. Uroczystego odsłonięcia dokonali: jeden z najstarszych mieszkańców miasta, żołnierz ZWZ-AK Brzozów – Jan Salamak, burmistrz Brzozowa – Józef Rzepka oraz Przewodniczący Rady Miejskiej – Lucjan Krynicki. Następnie pomnik został poświęcony przez księdza prałata Juliana Pudłę, a trębacz odegrał Hejnał Brzozowa. Projektantem nowego wyglądu pomnika jest Adam Zarych z Bliznego. Napis i nazwa zostały poświęcone Polakom poległym w walkach o Polskę i polskość. Umieszczony na pomniku orzeł jest symbolem walki z faszyzmem i komunizmem.
Pomnik pamięci Żydów brzozowskich
W brzozowskim lesie, obok Domu Pomocy Społecznej dla Dzieci „Brzozów-Zdrój”, znajduje się miejsce kaźni brzozowskich Żydów. W tym miejscu 19 sierpnia 1990 roku odsłonięto pomnik-mauzoleum, wykonany przez Tomasza Paściaka z Brzozowa, według projektu Natana Weissa z Izraela, syna brzozowskiego piekarza. W odsłonięciu wzięło udział dwudziestu przedstawicieli Wspólnoty Pogrobowców Brzozowskich Żydów Survivors of Brzozów Jewish Community in Israel, fundatorów mauzoleum przybyłych z Izraela, Australii, Francji, Niemiec i USA. Mauzoleum wzniesione na mogile pomordowanych to konstrukcja na sześciu kolumnach złączonych płytą, tworzącą zadaszenie. Nad całością znajduje się miniaturowa kopuła świątyni jerozolimskiej z siedmioramiennym świecznikiem – menorą. Sześć kolumn symbolizuje 6 milionów zgładzonych Żydów.
Symboliczna mogiła ofiar II wojny światowej
Symboliczna mogiła ofiar II wojny światowej została usytuowana w 1996 roku na cmentarzu wojskowym w Brzozowie. Inicjatorem budowy było Koło Światowego Związku Żołnierzy Armii Krajowej w Brzozowie, a projektantem i wykonawcą Adam Zarych z Bliznego. Pomnik został odsłonięty 8 maja 1996 roku przez członków rodzin ofiar zaginionych: Emmę Pilawską-Kozakową i Zbigniewa Kilarskiego oraz burmistrza miasta Józefa Rzepkę. Poświęcenia dokonał proboszcz parafii w Brzozowie ks. prał. Julian Pudło i kapelan brzozowskiego szpitala ks. Tomasz Zięba. Pomnik przedstawia kulę ziemską opasaną wstęgą, składającą się z nazw miejsc, gdzie walczyli i ginęli polscy żołnierze. Na kuli stoi krzyż z Chrystusem i cztery mniejsze krzyże symbolizujące cztery strony świata. Tytuł tablicy upamiętniającej nawiązuje do historii II wojny światowej i udziału Polaków na wszystkich jej frontach. Obok znajdują się także dwie symboliczne kwatery poległych żołnierzy Wojska Polskiego i Armii Krajowej.
Pomnik Józefa Sebastiana Pelczara
Pomnik biskupa Józefa Sebastiana Pelczara, upamiętniający pierwszą rocznicę jego kanonizacji, został odsłonięty w maju 2004 roku. Znajduje się on przy placu brzozowskiej kolegiaty. Autorami pomnika są Maciej Syrek i Wołodymyr Romaniw. Mosiężna postać mierzy 1,95 m. Fundator pomnika pragnął zachować anonimowość. Pomysł na wybudowanie monumentu zrodził się po mszy kanonizacyjnej biskupa, która odbyła się 18 maja 2003 roku w Rzymie. 12 maja 2004 roku pomnik został poświęcony przez arcybiskupa Józefa Michalika.
Pomnik Jana Pawła II
Pomnik Otwórzcie drzwi Chrystusowi, upamiętniający 27 lat pontyfikatu Jana Pawła II, został odsłonięty 2 kwietnia 2006 roku. Znajduje się on przed brzozowską kolegiatą przy ul. Mickiewicza. Poświęcenia dokonał ks. infułat Stanisław Mac z Rzeszowa w asyście proboszcza parafii Franciszka Rząsy i księdza Tomasza Zięby. Wcześniej ksiądz infułat przewodniczył mszy świętej koncelebrowanej, odprawionej w kolegiacie.
Pomnik Kazimierza Wielkiego
Pomnik króla Kazimierza Wielkiego przy I Liceum Ogólnokształcącym im. Króla Kazimierza Wielkiego został postawiony w 2009 roku z okazji 100-lecia szkoły. Autorem pomnika jest Marian Konieczny z Jasionowa. Przestrzeń wokół obiektu zagospodarował brat rzeźbiarza – Adam Konieczny. Uroczystego odsłonięcia pomnika 19 września 2009 roku dokonał jego fundator, starosta brzozowski Zygmunt Błaż.
Pomnik upamiętniający pobyt kopii obrazu Matki Boskiej Częstochowskiej
Powstał w 2003 roku, zaprojektowany i wykonany przez Bogdana Biernata z Krosna.
Figura Jezusa Chrystusa
Postawiona została jako wotum wdzięczności Bogu i ludziom za 100-lecie Liceum Ogólnokształcącego i 50-lecie Zespołu Szkół Budowlanych, poświęcona 2 września 2009 roku przez arcybiskupa Józefa Michalika.

## Obeliski
Obelisk z krzyżem na mogile konfederatów barskich
Obelisk datowany jest na lata 1850–1890, został wpisany do rejestru zabytków pod numerem A-30/2000. Około roku 1830 na starym cmentarzu brzozowskim zostały pochowane w dwóch trumnach kości konfederatów barskich, wydobyte ze zbiorowej mogiły w Starej Wsi. W 1904 roku z inicjatywy Towarzystwa Gimnastycznego „Sokół” w Brzozowie wystawiono na kurhanie obelisk z kamienia, a na nim klasycystyczną, kolumnową kapliczkę, zwieńczoną drewnianym krzyżem. Na obelisku została umieszczona metalowa tablica pamiątkowa z napisem: Bohaterom poległym za wolność. Polskie Towarzystwo Gimnastyczne „Sokół” w Brzozowie 1904. Przed II wojną światową odbywały się tutaj uroczystości patriotyczne w rocznicę powstań narodowych. Obecnie mogiła jest symbolem Grobu Nieznanego Żołnierza. Obok znajduje się wzniesiony w 1823 roku obelisk arcybiskupa gnieźnieńskiego Ignacego Raczyńskiego.
Obelisk na mogile konfederatów barskich
Na pograniczu Starej Wsi i Brzozowa, około 1772 roku konfederaci barscy stoczyli bitwę z oddziałami rosyjskimi. Poległych pochowano we wspólnej mogile. Na jej miejscu, około 1825 roku, ksiądz Józef Sacher, jezuita ze Starej Wsi, ufundował obelisk. Murowany, otynkowany pomnik składa się z trzech części: czworobocznego cokołu z prostokątnymi płycinami rozszerzonego w górnej części, umieszczonej na nim kolumny z głowicą, podwiązanej wałkiem o profilowanym belkowaniu. Na belkowaniu znajduje się prostopadłościenna kapliczka z wnękami w czterech ściankach, zamkniętymi odcinkowymi łukami. Całość wieńczy podobne profilowane belkowanie, nakryte namiotowym blaszanym daszkiem z żelaznym krzyżem. Od strony szosy u dołu kolumny-obelisku znajduje się przeszklona wnęka, w której znajduje się wizerunek Matki Boskiej Starowiejskiej. Przed II wojną światową odbywały się tu uroczystości patriotyczne z okazji święta 3 Maja. Ochotnicza Straż Pożarna organizowała tu pokazy sztucznych ogni. W czasie budowy obelisku wydobyto dwie trumny kości i przewieziono je na stary cmentarz brzozowski.
Obelisk wśród mogił na cmentarzu wojskowym
Brzozów z okolicą został wyzwolony przez oddziały 38. Armii I Frontu Ukraińskiego dowodzone przez generała pułkownika Kiryłła Moskalenkę. W walkach na terenie byłego powiatu brzozowskiego poległo 17 żołnierzy polskich i 483 żołnierzy radzieckich. Na cmentarzu wojskowym przy ul. Bohaterów II Wojny Światowej w 15 dużych mogiłach zbiorowych złożono zwłoki około 3 tysięcy żołnierzy radzieckich poległych na terenie województwa. Leżą tu również 4 polscy żołnierze oraz żołnierze czechosłowaccy. Ekshumacji zwłok dokonał w latach 1951–1953 Referat Gospodarki Komunalnej Powiatowej Rady Narodowej w Brzozowie pod kierunkiem Karola Korskiego. Na cmentarzu znajduje się 10 mogił z rozpoznanymi zwłokami żołnierzy radzieckich. Pośród mogił poległym w boju żołnierzom wzniesiono obelisk. Przy wejściu na cmentarz umieszczono tablicę z napisem: Cmentarz wojskowy poległych w drugiej wojnie światowej 1939–1945.
Obelisk ku czci ofiar eksterminacji w Brzozowie-Zdroju
10 sierpnia 1942 roku podczas likwidacji dzielnicy żydowskiej funkcjonariusze Gestapo i policji niemieckiej z Krosna zamordowali około 1400 osób narodowości żydowskiej z miasta i okolicy. W miejscu zgrupowania, na brzozowskim stadionie, podzielili swe ofiary na mężczyzn, kobiety i dzieci, a następnie wywieźli do lasu. Ofiary zmuszono najpierw do wykopania trzech dołów na zbiorowe mogiły, a następnie ustawiono ich nad nimi i zamordowano strzałem w tył głowy lub uderzeniem żelaznym łomem. Dla zatarcia śladów zbrodni do mogił wlano słabo zagaszone wapno i przysypano warstwą ziemi. Ustalono jedynie nazwiska 55 osób. Na miejscu zbrodni dla uczczenia pomordowanych w 1962 roku umieszczono płytę, zaś w pobliżu, przy drodze Brzozów–Zmiennica, wzniesiono obelisk według projektu Jerzego Szafrańskiego. Inspiratorem budowy był Józef Rogowski z Brzozowa.
Obelisk ku czci ks. Jerzego Popiełuszki
Obelisk księdza Jerzego Popiełuszki, upamiętniający 15. rocznicę jego śmierci, został postawiony w 1999 roku z inicjatywy Henryka Kozika, przewodniczącego Rady Koordynacyjnej NSZZ „Solidarność”. 14 listopada 1999 roku odsłonięcia tablicy dokonali Stanisław Zając, Bogdan Rzońca, Zbigniew Sieczkoś i Tadeusz Majchrowicz. Następnie obelisk z tablicą został poświęcony przez ks. prałata Adama Sudoła. Tablicę ufundowała „Solidarność” i społeczeństwo powiatu brzozowskiego, a wykonał ją Andrzej Samborowski-Zajdel z Głowienki.

## Kamienie pamiątkowe
Głaz ku czci funkcjonariuszy bezpieczeństwa
Z okazji 25-lecia powołania Milicji Obywatelskiej i Służby Bezpieczeństwa, 7 października 1969 roku odbyło się odsłonięcie kamienia pamiątkowego ku czci poległych w latach 1944–1947 funkcjonariuszy bezpieczeństwa. Uroczystość została połączona z wręczeniem sztandaru dla Komendy Powiatowej Milicji Obywatelskiej w Brzozowie. Inicjatorem budowy pomnika był Bronisław Froń, przewodniczący Miejskiego Komitetu Frontu Jedności Narodu w Brzozowie. Kamień został postawiony ze składek społeczeństwa i zakładów pracy w miejscu starego obelisku na rynku. Wykonawcą pomnika był Stanisław Macios ze Starej Wsi. Na tablicy z brązu został umieszczony napis: W hołdzie funkcjonariuszom MO, SB i członkom ORMO, poległym w walce o utrwalenie władzy ludowej na terenie powiatu brzozowskiego w latach 1944–1947. Społeczeństwo powiatu brzozowskiego. Niżej wymienione były nazwiska funkcjonariuszy, a na samym dole pomnika widniał napis: Cześć ich pamięci. Pomnik został zdemontowany 31 maja 2012 roku przy okazji rewitalizacji rynku w Brzozowie.

## Tablice pamiątkowe
- I Liceum Ogólnokształcące im. Króla Kazimierza Wielkiego w Brzozowie:
  - Tablica ustanowiona podczas II Zjazdu Absolwentów i Wychowanków Gimnazjum i Liceum Ogólnokształcącego w lipcu 1966 upamiętniająca Tysiąclecia Państwa Polskiego. Znajduje się przy wejściu do budynku od strony ulicy Waleriana Pańki.
  - Tablica pamiątkowa ustanowiona podczas uroczystości 90-lecia szkoły 25 września 2009. Znajduje się przy wejściu do budynku od strony ulicy Waleriana Pańki.
  - Tablica upamiętniająca stulecie harcerstwa w Brzozowie (1912-2012). Umieszczona na wschodniej ścianie gmachu, na lewo od wejścia do budynku od strony ulicy Waleriana Pańki.
- Zespół Szkół Ekonomicznych im. Komisji Edukacji Narodowej w Brzozowie:
  - Tablica upamiętniająca 25-lecie istnienia szkoły (1961-1986).

## Drzewa pamiątkowe
- Dąb Pamięci wraz z kamieniem pamiątkowym poświęcony mieszkańców Ziemi Brzozowskiej, którzy oddali swoje życie za Ojczyznę w latach 1939–1945. Ustanowiony 2 września 2009 na placu przy brzozowskiej kolegiacie.
- Dęby Pamięci honorujące ofiary zbrodni katyńskiej, związane z Brzozowem; upamiętnienie zostali: Edward Kilarski (przy Powiatowej Stacji Sanitarno-Epidemiologicznej w Brzozowie przy ulicy Moniuszki 17[21], Edward Kościński[22], Roman Pilawski (przy I Liceum Ogólnokształcącym im. Króla Kazimierza Wielkiego), Władysław Kotula, Józef Pachniewski (przy Specjalnym Ośrodku-Szkolno Wychowawczym), Aleksander Sadowski (przy Szkole Podstawowej nr 1 w Brzozowie), Stanisław Siekierski, Stanisław Wyżykowski (przy Zespole Szkół Budowlanych w Brzozowie).